# کلان‌شهر لیون
کلان‌شهر لیون (فرانسوی: Métropole de Lyon)(تلفظ‌شده به صورت [metʁɔpɔl də ljɔ̃] )(با نام Grand Lyon:[ɡʁɑ̃ ljɔ̃] «لیون بزرگ» نیز شناخته می‌شود) یک واحد جمعیتی قلمرویی در منطقه اوورنی-رون-آلپ در شرق مرکزی فرانسه است. این یک مرجع کلان‌شهری با انتخابات مستقیم است که هم شهر لیون و هم بیشتر حومه‌های آن را شامل می‌شود. این کلان‌شهر هم دارای صلاحیت دپارتمان و هم دارای صلاحیت کلان‌شهر است و از مسئولیت مستقیم به دپارتمان دولتی فرانسه رون مستثنا شده است. جمعیت این کلان‌شهر در سال ۲۰۲۱ برابر با ۱٬۴۲۴٬۰۶۹ نفر بوده است، که ۳۶٫۷٪ از آنان در شهر لیون زندگی می‌کردند.
این کلان‌شهر در ۱ ژانویه ۲۰۱۵، مطابق با قانونی که در ژانویه ۲۰۱۴ تصویب شد، جایگزین جامعه شهری لیون شد. اولین انتخابات کلان‌شهری مستقیم در مارس (دور اول) و ژوئن (دور دوم) ۲۰۲۰ برگزار شد و با پیروزی حزب بوم‌شناسان به پایان رسید. از ژوئیه ۲۰۲۰، رئیس شورای کلان‌شهری برونو برنارد از حزب سبزها بوده است.

## جغرافیا
کلان‌شهر لیون مساحتی برابر با ۵۳۳٫۷ کیلومتر مربع (۲۰۶٫۱ مایل مربع) را پوشش می‌دهد. این منطقه شامل شهر لیون و حومه‌های اصلی آن است. رودخانه‌های رون و سون از این منطقه عبور می‌کنند. کلان‌شهر لیون از شمال غرب و جنوب غرب با دپارتمان رون، از شمال شرق با ان، و از جنوب شرق با ایزر هم‌مرز است.

### بخش‌ها
کلان‌شهر لیون از ۵۸ بخش تشکیل شده است. پرجمعیت‌ترین بخش، لیون است. تا سال ۲۰۱۹، ۹ بخش با جمعیتی بیش از ۳۰٬۰۰۰ نفر وجود داشته‌اند:
| بخش             | جمعیت (۲۰۱۹) |
| --------------- | ------------ |
| لیون            | ۵۲۲٬۹۶۹      |
| ویلوربان        | ۱۵۲٬۲۱۲      |
| ونیسیو          | ۶۷٬۲۸۵       |
| وو-آن-وولن      | ۵۲٬۷۹۵       |
| سن-پریست        | ۴۶٬۹۲۷       |
| کالوئیر-ا-کوئیر | ۴۳٬۲۹۴       |
| برون            | ۴۲٬۲۴۴       |
| مزیو            | ۳۴٬۶۴۰       |
| ریلیو-لا-پاپ    | ۳۰٬۶۹۷       |